# Belmeken
Belmeken (bulgariska: Белмекен) är en reservoar i Bulgarien.   Den ligger i regionen Pazardzjik, i den västra delen av landet, 70 kilometer sydost om huvudstaden Sofia. Belmeken ligger 1 897 meter över havet.
I omgivningarna runt Belmeken växer i huvudsak blandskog. Runt Belmeken är det ganska glesbefolkat, med 28 invånare per kvadratkilometer.